# Edmond Aman-Jean
Edmond Aman-Jean, pseudònim d'Amand Edmond Jean (Chevry-Cossigny, 12 de novembre de 1858 - París, 25 de gener de 1936), fou un pintor, gravador i crític d'art francès.

## Biografia

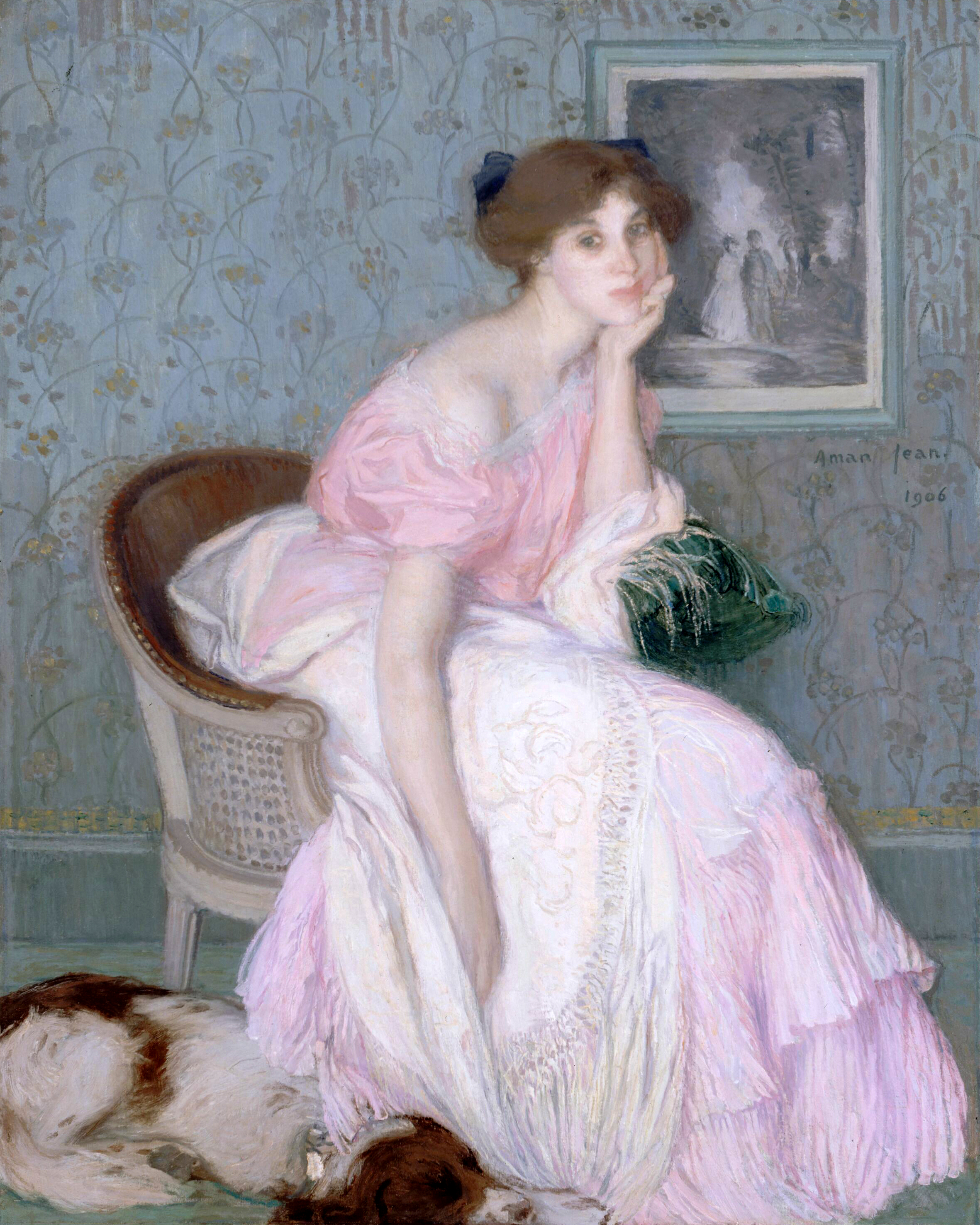
Miss Ella Carmichael (1906), actualment al Petit Palais, París

Fill de l'industrial Edmond Joseph Jean i de Céline Elisabeth Leblanc, Edmond Aman-Jean va ser alumne de Henri Lehmann, un deixeble d'Ingres, a l'École Nationale Supérieure des Beaux-Arts, així com el condeixeble de Georges Seurat, amb el qual va compartir taller i que li va fer diversos retrats. Es va relacionar també amb els pintors simbolistes Alphonse Osbert i Alexandre Séon.
El 1886, va obtenir una beca de viatge i va marxar a Itàlia per estudiar els primitius italians amb Henri Martin i Ernest Laurent, la qual cosa reforça el seu gust pels antics i per la decoració. Amb Seurat, treballa com a assistent en la realització del Bosc sagrat de Puvis de Chavannes (Museu de Belles Arts de Lió), del qual incorpora sobretot la influència en la seva Santa Geneviève (Museu de Belles Arts de Brest), adquirida pel col·leccionista parisenc Simon Hayem, del qual es conserva un retrat fet per Jules Bastien-Lepage.

Pròxim als cercles literaris simbolistes, el 1892 va realitzar un retrat de Verlaine a l'hospital Broussais, que es conserva al Museu de Metz. Es tracta d'una obra pintada en hivern, a l'època en què el poeta hi cuidava la seva sífilis, testimoniatge de l'amistat que van tenir els dos artistes des que es van conèixer fins a la mort del poeta l'any 1896. Verlaine va dedicar un sonet a l'artista pel retrat que tant li havia agradat, i que conservaria sempre amb ell. Va ser un dels primers a respondre favorablement a Joséphin Peladan, al qual va escriure el 1892: 
| « | Vous êtes le seul en France à pouvoir parler Esthétique et Art | » |

 Exposa als dos primers Salons de la Rosa-Creu Estètica.
Edmond Aman-Jean es va casar amb Thadée Jacquet, retratada en un aiguafort per Albert Besnard, filla d'un prefecte del Segon Imperi francès. Ella i els seus dos fills François Aman-Jean i Céline Aman-Jean van ser representats en diverses pintures.
Paul Albert Besnard li va concedir la Legió d'Honor l'any 1919 i va ser promocionat a comandant el 1933.

## Obra
En els anys 1900, sense formar-ne part, estarà pròxim al grup de joves pintors de la Banda negra, composta per Lucien Simon, Charles Cottet, André Dauchez, Emile-René Ménard i René-Xavier Prinet, així anomenats per la crítica d'art perquè rebutjaven les harmonies clares de les teles dels pintors impressionistes.
Tot i haver compartit un clar interès amb Seurat i Séon sobre les teories cromàtiques i el divisionisme, practica tanmateix al començament de la seva carrera un sintetisme de colors sords. El seu gust pels frescos i la tapisseria, una estètica amb la qual es comparen sovint les seves obres d'aquest període, el portà a pintar sense model, combinant la tècnica d'una sola tinta amb subtils motius decoratius.
La seva inspiració es deté en figures femenines somiadores, amb actituds delicades. El 1896, Gustave Geffroy evocava les seves figures lànguidament pintades amb coloracions esvaïdes, ressaltades per un detall, una flor a l'escot o a la cabellera, uns ulls massa translúcids, encastats com pedres precioses.

## Col·leccions públiques
- Les Baigneuses, oli sobre tela, 92 × 73 cm, Museu de Belles Arts de Rouen
- Portrait du Sculpteur Jean Dampt, París, Petit Palais
- Portrait d'Albert Besnard, París, Petit Palais
- Miss Ella Carmichael, París, Petit Palais
- Monseigneur Pierre-Louis Péchenard, 1916, oli sobre tela, Paris, Museu d'Orsay[6]
- Femme à l'œillet, 1908, pastel, París, Museu d'Orsay[7]

Obres d'Edmond Aman-Jean
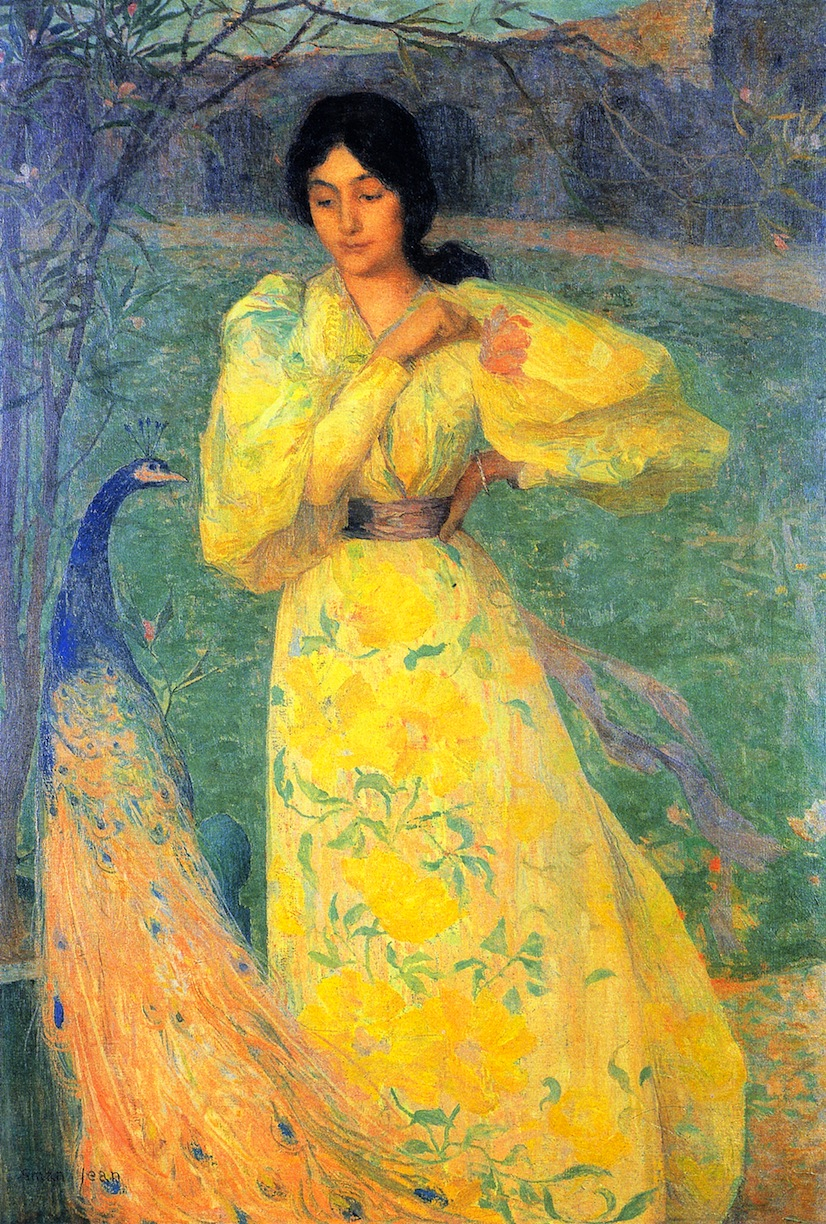
Jeune Femme au paon (1895), museu de les arts decoratives de París
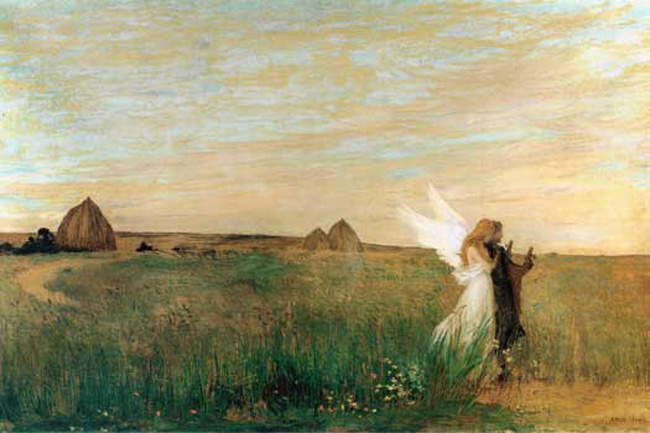
Hésiode inspiré par la muse (vers 1900), Museu d'Art del Comtat de Los Angeles
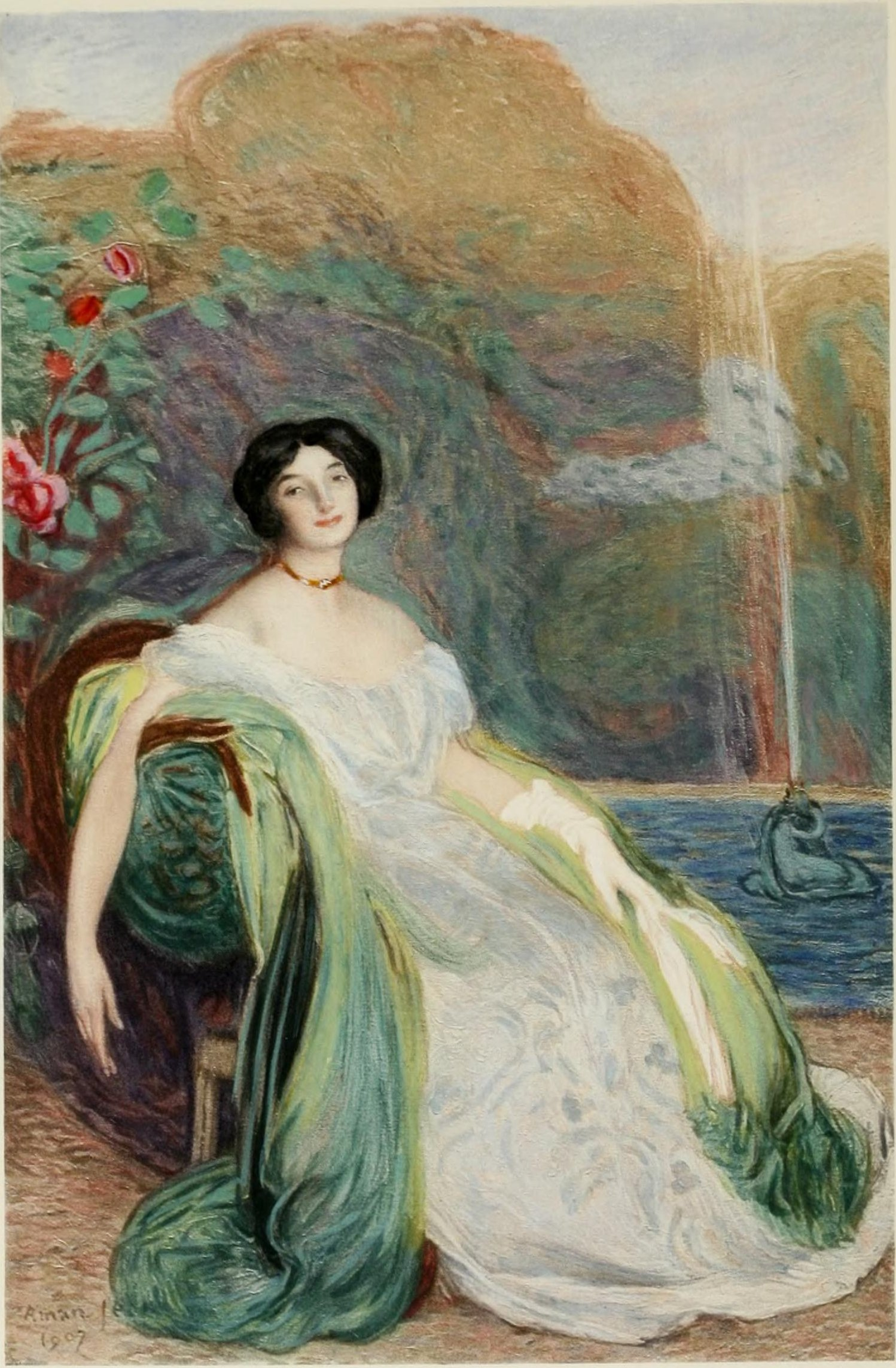
Portrait de Mademoiselle V.G. (1907), Salon de 1908
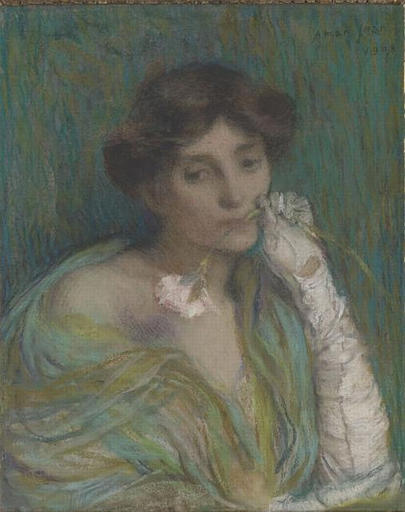
Femme à l'œillet (1908), pastel, París, Museu d'Orsay